# بوريس دراجيشفيتش
بوريس دراجيشفيتش مواليد 10 سبتمبر 1958 في رييكا، جمهورية يوغوسلافيا الاشتراكية الاتحادية، هو لاعب كرة يد كرواتي معتزل أصبح مدرباً لعب كظهير أيمن.

## الإنجازات
كلاعب
- بطولة يوغوسلافيا لكرة اليد (1): 1986/87

كمدرب
- الدوري الكرواتي لكرة اليد (1): 1996
- الدوري الكرواتي لكرة اليد :المركز الثالث (1): 1994